# یو آه-این
یو آه-این (انگلیسی: Yoo Ah-in؛ زادهٔ ۶ اکتبر ۱۹۸۶) بازیگر، بازیگر سینما، بازیگر تلویزیون، و مدیر نوآوری اهل کره جنوبی است. وی از سال ۲۰۰۳ میلادی تاکنون مشغول فعالیت بوده‌است.
از فیلم‌ها یا برنامه‌های تلویزیونی که وی در آن نقش داشته‌است می‌توان به ماشین تحریر شیکاگو ، پادشاه مد، رسوایی سونگ‌کیون‌کوان، شش اژدهای پرنده، عتیقه، تخت پادشاهی، زنده، عازم جهنم، حس و حال سئول، راز عشق و عاشقی و خداحافظ زمینو فیلم زنده(alive )اشاره کرد.